# Jaume Duran
Jaume Duran i Castellanos (Barcelona 1891- 1983) fue un escultor y profesor en la «Escola de Bells Oficis de la Mancomunitat» y en la «Escola del Treball» de la Diputación de Barcelona.
Se formó en la Escuela de Bellas Artes de Barcelona y en el taller del su tío el imaginero Miquel Castellanos, fue discípulo del escultor Esteve Monegal y realizó un viaje de estudios a Florencia ampliándolo por diversas partes de Italia así como a Bruselas y París.

## Obra
Su obra se clasifica de estilo clásico cuando realizaba monumentos, y de un marcado realismo en sus esculturas de retratos realizados a personajes públicos de la política y la cultura catalana de primeros del siglo XX. Una de sus obras más reconocidas es el encargo del grupo para la plaza Cataluña de Barcelona, en el que tenía que representar un homenaje alegórico al Montseny.
A principios de los años cincuenta, le fueron encargadas cuatro esculturas para la balaustrada de la fachada del edificio del Colegio de Abogados de Barcelona, estas obras representan a personalidades vinculadas con el mundo del derecho, Ramón Berenguer IV, San Raimundo de Peñafort, San Olegario y la de Alfonso X el Sabio.
|                                             |
| Retrato de Eduardo Dato (1930) (Barcelona). |

|                                              |
| San Raimundo de Peñafort (1953) (Barcelona). |